# Ružindol
Ružindol es un municipio del distrito de Trnava en la región de Trnava, Eslovaquia, con una población estimada a final del año 2024 de 1726 habitantes.
Se encuentra ubicado en el centro de la región, cerca del río Váh (cuenca hidrográfica del Danubio) y de la frontera con la región de Bratislava.

## Demografía
| Año        | 1994 | 2004    | 2014     | 2024    |
| ---------- | ---- | ------- | -------- | ------- |
| Población  | 1206 | 1292    | 1603     | 1726    |
| Diferencia |      | +7,13 % | +24,07 % | +7,67 % |

| Año        | 2023 | 2024    |
| ---------- | ---- | ------- |
| Población  | 1746 | 1726    |
| Diferencia |      | −1,14 % |